# Karol Posadowski
Karol Maurycy Posadowski – urodził się w 1701 roku jako najstarszy syn Sylwiusza Maurycego von Posadowski i Doroty N.N. Karol Maurycy studiował w Krakowie i tam otrzymał święcenia kapłańskie. Karol Maurycy był proboszczem parafii Bieruń Stary według niżej podanego źródła w latach 1764–1788 (według innych źródeł w latach 1756–1786). Tam też proboszcz Karol Posadowski wybudował nowy murowany kościół. Zmarł 17 grudnia 1789 roku w wieku 88 lat.
W kronice miasta Brzeg (Brieg) jest pod datą 28 stycznia 1696 wzmianka o Karolu Wilhelmie von Posadowskim i jego najmłodszym bracie Sylwiuszu Maurycym. Obaj byli synami Karola Maurycego Posadowskiego z Bogdańczowic (powiat Kluczbork) i Anny Makowieckiej. Ksiądz Karol Maurycy (jako najstarszy syn) otrzymał zatem na chrzcie imiona po swoim dziadku.
W 1716 roku Sylwiusz jest wymieniony jako właściciel Rudziczki (miejscowości położonej w powiecie pszczyńskim). Sylwiusz Maurycy zmarł w roku 1718. Wdowa po nim wyszła ponownie za mąż (24.09.1718) za Karola Maurycego von Twardowski z Orzesza (powiat Mikołowski). Ich spadkobiercy przebywali w roku 1718/19 w Rudziczce i byli zaliczani do wyznania katolickiego (Wrocław Księga Wasali nr 40. 1718/19. A 35).
Karol miał jeszcze dwóch braci: Franciszek Henryk von Posadowski de Postelwitz (ur. 1710, zm. 1787) i Jan Sylwiusz (ur. 1716 w Rudziczce, zm. 1775 w Nysie).
Posadowscy byli znanym rodem na Śląsku. W latach 1495–1884 na samym tylko Śląsku (nie licząc Galicji, Moraw, Brandenburgii, Saksonii i Prus Wschodnich) byli właścicielami w ponad 100 miejscowościach w 28 powiatach.

## Literatura
Arthur von Posadowsky-Wehner: Historia śląskiego staroszlacheckiego rodu hrabiów Posadowski-Wehner, baronów z Posadowic, Wrocław 1891, s. 111-116 (w oryginale niemieckim: Arthur Adolf Graf Posadowsky-Wehner: „Geschichte des schlesischen uradligen Geschlechtes der Grafen Posadowsky-Wehner Freiherrn von Postelwitz”).